# Marko Muslin
Marko Muslin (serbisch-kyrillisch Марко Муслин; * 17. Juni 1985 in Brest) ist ein ehemaliger französisch-serbischer Fußballspieler.

## Karriere
Muslin ist Sohn des serbisch-französischen Fußballspielers und -trainers Slavoljub Muslin und begann seine Karriere in der französischen Liga bei Monaco, ehe er zu Willem II in die Niederlande ausgeliehen wurde. Ab 2006 spielte er für eine Saison in Belgien, ehe er eine halbe Saison in Bulgarien spielte. 2009 wechselte er in die Schweiz zum FC Wil. Sein Debüt feierte er am 1. März 2009 auswärts beim 0:1-Sieg gegen seinen späteren Club Wohlen. Zuletzt war er bei den Wilern auch Captain. 2011 wechselte Muslin zu Lausanne-Sport. 2012 wechselte Muslin wieder zum FC Wil. 2015 wechselte Muslin zum FC Wohlen. 2017 kehrte Muslin erneut zum FC Wil zurück. Insgesamt absolvierte Muslin 200 Ligaspiele für den FC Wil und ist damit gemäß Statistik Rekordspieler. Sein 200. und letztes Ligaspiel absolvierte Muslin im Mai 2018 gegen Servette Genf, danach hielt er sich bei der zweiten Mannschaft der Wiler fit. 2018 wechselte Muslin erneut zum FC Wohlen vorerst leihweise auf ein Jahr.  Nach dem Ablauf der Leihe blieb Muslin beim FC Wohlen. Im Sommer 2021 beendete Muslin seine Karriere beim FC Wohlen. Im Juli 2022 wurde Marko Muslin neuer Sportchef des FC Wohlen.

## Privates
Marko Muslin ist seit 2010 mit seiner Frau Olivia verheiratet.